# Pantepuilijster
De pantepuilijster (Turdus murinus) is een zangvogel uit de familie lijsters (Turdidae). De vogel werd in 1885 als aparte soort door Osbert Salvin beschreven. Later werd dit taxon lang als ondersoort van de zwartsnavellijster (T. ignobilis) opgevat. De vogel staat (weer) als aparte soort op de IOC World Bird List op grond van moleculair genetisch onderzoek gepubliceerd tussen 2016 en 2019.

## Kenmerken
De vogel is gemiddeld 22 cm lang. Deze lijster lijkt sterk op de zwartsnavellijster, alleen iets doffer, minder warm bruin gekleurd. Het meest opvallende verschil is ecologisch, het voorkomen is beperkt tot verspreid liggende gebieden.

## Verspreiding en leefgebied
De vogel komt voor in verspreid liggende heuvellanden van zuidoostelijk Venezuela, Guyana en Suriname op hoogten tussen 1000 en 2000 meter boven zeeniveau.

## Status
De soort wordt (nog) niet als aparte soort vermeld op de Rode Lijst van de IUCN.